# Ewald Janusz
Ewald Stefan Janusz (* 13. Dezember 1940 in Czechowice-Dziedzice; † 9. Juni 2017) war ein polnischer Kanute.

## Leben
Ewald Janusz wurde 1940 in Czechowice-Dziedzice geboren. Die Stadt war kurz zuvor völkerrechtswidrig dem deutschen Landkreis Bielitz angeschlossen worden und gehörte zum Deutschen Reich.
Janusz schloss sich 1954 dem Verein Górnik Czechowice an, für den er bis 1971 startete. Unterbrochen wurde dieser Zeitraum nur durch seinen Militärdienst, den er in den Jahren 1962–1963 ableisten musste. Während seiner Karriere konnte er viermal den Titel des polnischen Meisters erringen, wobei jeweils zwei der Erfolge auf den Kajak-Zweier und Kajak-Vierer entfielen.
Bei den Olympischen Sommerspielen 1968 in Mexiko-Stadt war Janusz Teil des polnischen Vierers, der bis ins Finale vordringen konnte und dort Platz 8 erreichte. Mit dieser Teilnahme war er der erste Sportler seines Vereins, der bei Olympischen Spielen antrat.